# دنیل جانز
دنیل جانز (انگلیسی: Daniel Johns؛ زادهٔ ۲۲ آوریل ۱۹۷۹) خواننده، آهنگساز، گیتارنواز، ترانه‌سرا و آواز خوان پیشین گروه سیلورچر اهل استرالیا است. وی از سال ۱۹۹۲ میلادی تاکنون مشغول فعالیت بوده‌است.